# ما جیانرانگ
ما جیانرانگ (انگلیسی: Ma Jianrong؛ زادهٔ ۱۹۶۵) کارآفرین و سرمایه‌دار اهل چین است، که در سال ۲۰۰۰ شرکت شنژو اینترنشنال را تأسیس کرد.